# La genesi dell'uomo
La genesi dell'uomo (Man's Genesis) è un cortometraggio muto del 1912 diretto da D.W. Griffith.

## Trama
Il nonno racconta ai nipotini di come viveva l'uomo delle caverne: il debole Weakhands non ha la forza sufficiente per conquistare una donna e viene umiliato da Bruteforce. Si incontra poi con Lillywhite, rimasta sola dopo la morte della madre. Bruteforce separa la coppia ma Weakhands, dentro a una grotta, colpisce il suo avversario con un bastone armato di una pietra, vincendo la Lilywhite.

## Produzione
Il film fu prodotto dalla Biograph Company. Venne girato con il titolo di lavorazione Primitive Mind in California.
Griffith, all'inizio, avrebbe voluto affidare la parte di Lilywhite a Mary Pickford che si rifiutò però di mostrare le gambe. Il regista, allora ripiegò sulla quasi esordiente Mae Marsh che si dimostrò buona attrice e la cui interpretazione venne poi lodata anche dalla Pickford.

## Distribuzione
Distribuito dalla General Film Company, il film - un cortometraggio di una bobina - uscì nelle sale cinematografiche statunitensi l'11 luglio 1912. Il 23 luglio 1915 uscì in riedizione sul mercato americano.
Il film, il cui titolo completo era Man's Genesis: A Psychological Comedy Founded on Darwin's Theory of the Genesis of Man, fu pubblicizzato dalla Biograph come una commedia anche se, al contrario, le intenzioni del regista erano state invece molto serie.
Copie della pellicola sono conservate nell'archivio della Library of Congress e in collezioni private.